# Дельбар, Катрин
Катрин (Кейт) Дельбар (фр. Catherine (Kate) Delbarre; 8 июня 1925, Кале, Па-де-Кале, Франция — 14 июня 2025, Ним, носившая после первого замужества фамилию Бернхайм (Bernheim), а впоследствии вышедшая замуж за знаменитого французского фехтовальщика Кристиана д’Ориола и ставшая Катрин д’Ориола) — французская фехтовальщица-рапиристка, призёр чемпионатов мира.

## Биография
Родилась в 1925 году в Кале. В 1952 и 1953 годах становилась серебряным призёром чемпионата мира. На чемпионате мира 1954 года стала обладательницей бронзовой медали. В 1955 и 1956 годах вновь становилась серебряным призёром чемпионата мира. В 1956 году приняла участие в Олимпийских играх в Мельбурне, но наград не завоевала. В 1958 году стала бронзовым призёром чемпионата мира. В 1960 году приняла участие в Олимпийских играх в Риме, но опять неудачно.
Умерла 14 июня 2025 года, через несколько дней после своего 100-летия.